# Toga (Spagna)

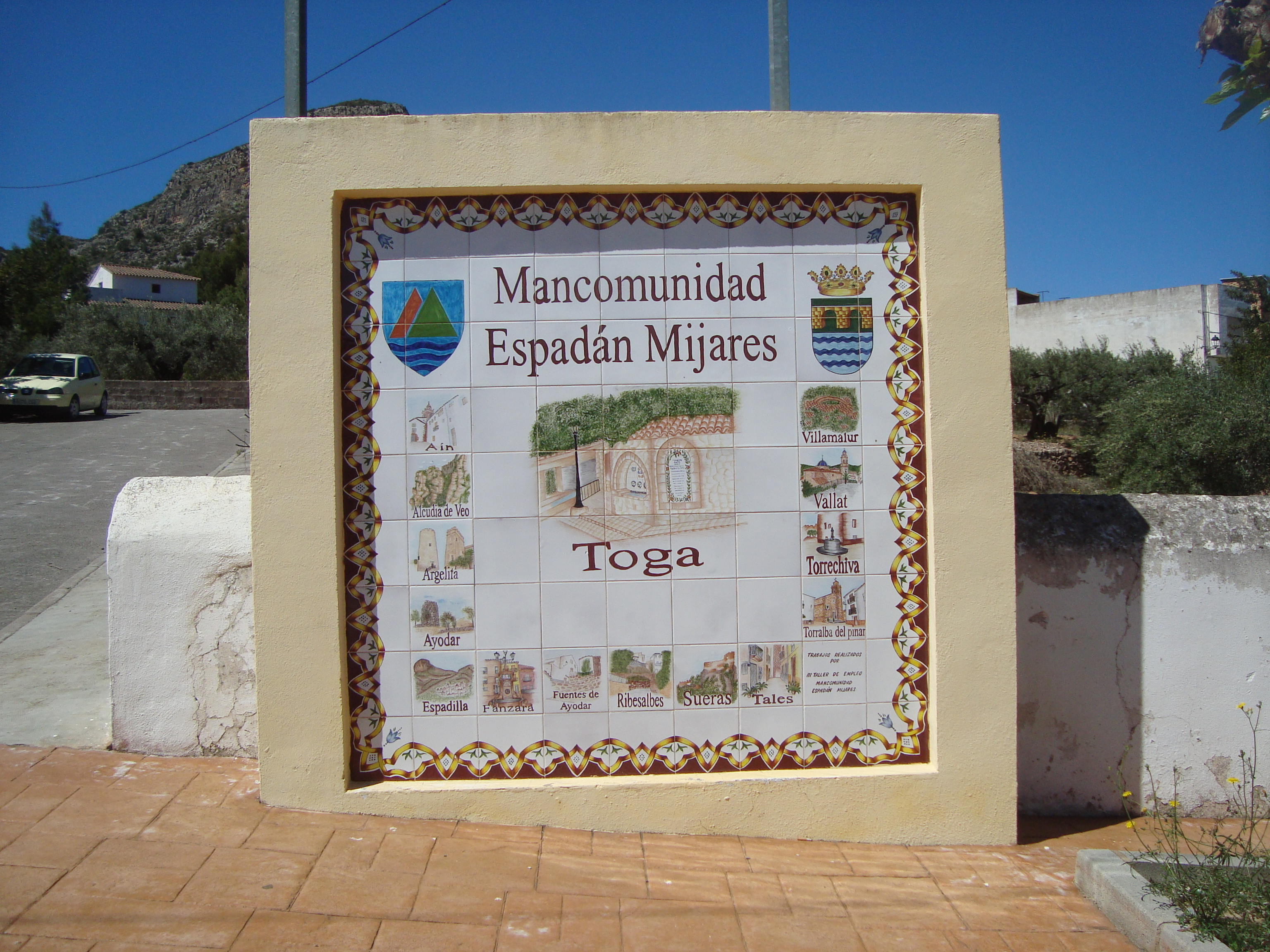
Toga (Castelló); mural cerámic, Mancomunidad Turística Espadà-Millars

Toga è un comune spagnolo di 112 abitanti situato nella comunità autonoma Valenciana.

## Altri progetti

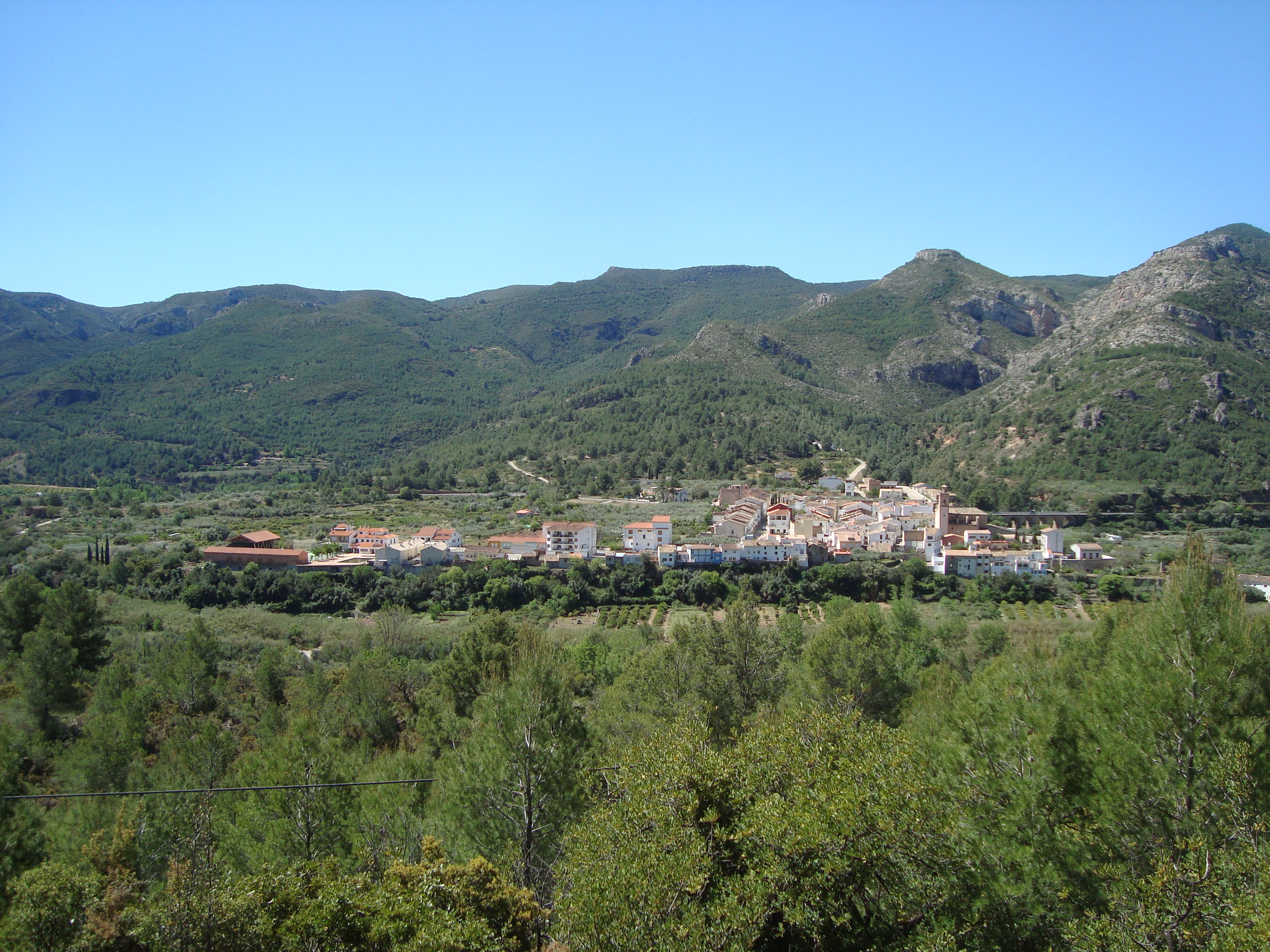
Panorámica de Toga, comarca Alto Mijares (Castellón)